# Metasia empelioptera
Metasia empelioptera là một loài bướm đêm trong họ Crambidae.